# Georgi Pirinski
Georgi Pirinski, né le 10 septembre 1948 à New York, est un homme politique bulgare, membre du Parti socialiste bulgare (BSP). Il est député européen de 2014 à 2019.